# Babonen

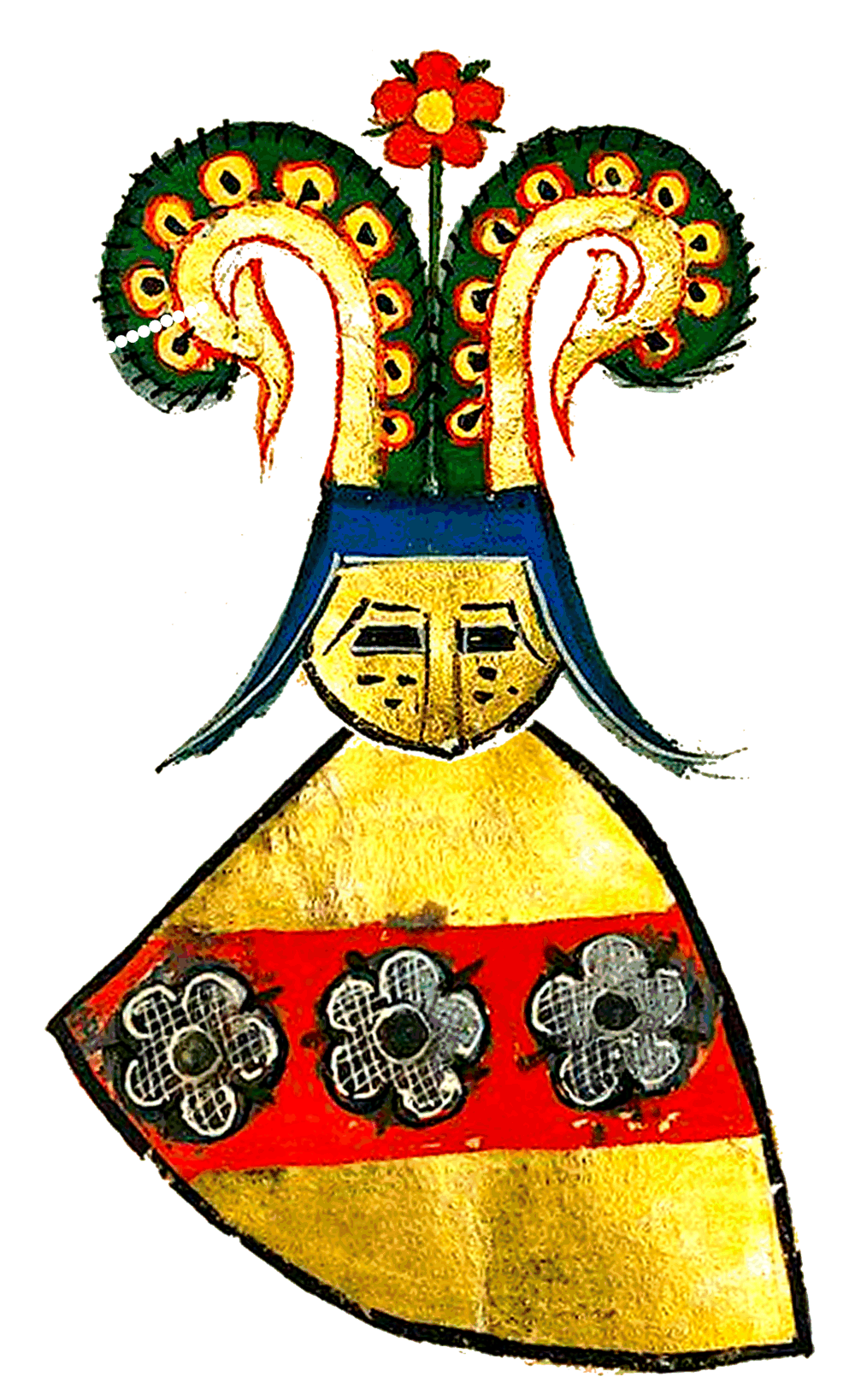
Wappen der Babonen, (Ausschnitt aus dem Codex Manesse, S. 119v)

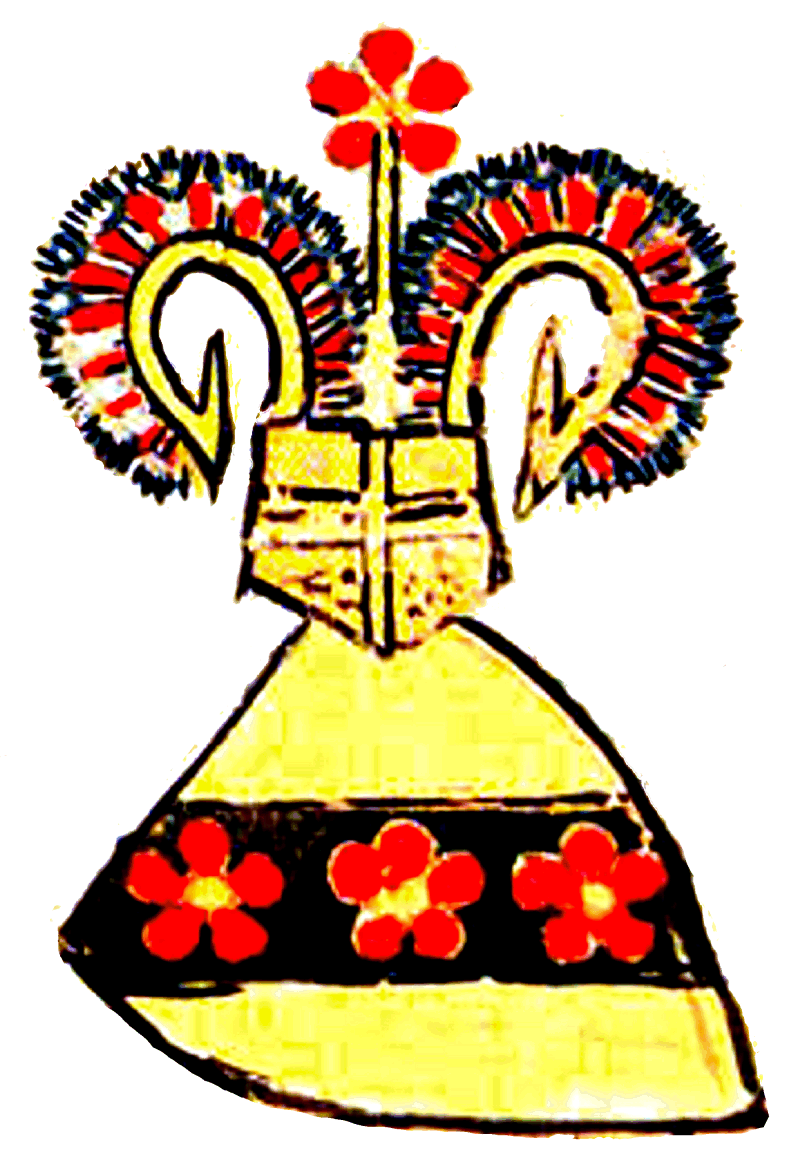
Wappen der Babonen, Ausschnitt aus der Weingartner Liederhandschrift

Die Babonen bzw. Pabonen, Puaponen oder auch Paponen waren ein bedeutendes bayerisches Adelsgeschlecht des Früh- und Hochmittelalters und ein Zweig der Huosi, letztere waren bis etwa zum Jahre 1100 eines der fünf führenden bayerischen Geschlechter während der Stammesbildungszeit der Bajuwaren.

## Historischer Überblick zur Stammesgeschichte der Babonen
Die Babonen – nach den Leitnamen Babo, Papo, Puapo u. ä., verwalteten bis Ende des 12. Jahrhunderts Besitzungen im bayerischen Donaugau und im Nordgau (Bayern). Heute sind dies etwa die Gebiete Niederbayern und Oberpfalz.
Nach dem Sturz der Agilolfinger durch Kaiser Karl der Große wurden im Donaugau, zu dem auch Regensburg gehörte, Grafen eingesetzt. Zu nennen sind Gottfried (806 – 830), Ratpot (830 – 840), Pabo I. (841, 848), Alberat (849 – 871), Engildeo (888 – 895) und Pabo II. (896 – 904); danach kam das Grafenamt bis 955 in die Hände der Luitpoldinger. Um 970 wird ein Burkhard, der zugleich Markgraf der Marcha orientalis war, als erster Burggraf von Regensburg (Praefectus Ratisbonensis) genannt. Da er sich dem Aufstand von Heinrich der Zänker gegen Kaiser Otto II. angeschlossen hatte, wurden ihm die Ostmark und das Burggrafenamt genommen. Bei der Neuordnung des Südostraums kam die Ostmark an den Babenberger Luitpold (Leopold I.) und das Burggrafenamt an die ebenfalls mit den Babenbergern verwandten Babonen.
Durch Kaiser Otto II.  wurde um 976 Babo I. als Burggraf von Regensburg eingesetzt. Babo I. ist identisch mit dem Herren von Stefling Im 12. Jahrhundert wurden die Babonen Vögte über das Benediktinerkloster Prüll, ebenso waren sie Vögte über das Kloster St. Emmeram, wo sich auch ihre Familiengrabstätte befindet; zur Absicherung wurde dem Kloster das Gut Gundershausen bei Abbach übertragen. Zu ihren Advocatien gehörte auch das von ihnen gestiftete Kloster Walderbach und das von Heinrich III. und seinem Bruder Otto II. 1155 gegründete Kloster Altmühlmünster. Burggraf Otto I. war auch Mitbegründer des Schottenklosters St. Jakob in Regensburg.
Als Stammsitz der Babonen gilt die Burg Stefling (Stevening(a), Stefningen) bei dem Ort Stefling am Regen im vorderen Bayerischen Wald. Der Regensburger Burggraf Otto I. wird um 1125 zudem als Graf von Regenstauf  bezeichnet. Auch sein Sohn Heinrich III. und dessen Bruder Otto II. tragen diesen Titel.
Seit dem frühen 12. Jahrhundert gelten sie auch als Grafen von Riedenburg (bisweilen fälschlicherweise auch als Landgrafen von Riedenburg oder als Burggrafen von Riedenburg bezeichnet). In dem Stadtwappen von Riedenburg sind heute noch die typischen drei Rosen der Babonen enthalten. Hier sind sie als Gründer der Rosenburg, der Burg Dachenstein und von Rabenstein anzusehen. Von dem Bistum Regensburg hatten sie auch die Grafschaft um Kufstein und Kitzbühel sowie Sinzing und Güter im Tangrintel (bona in Tangründel) inne.

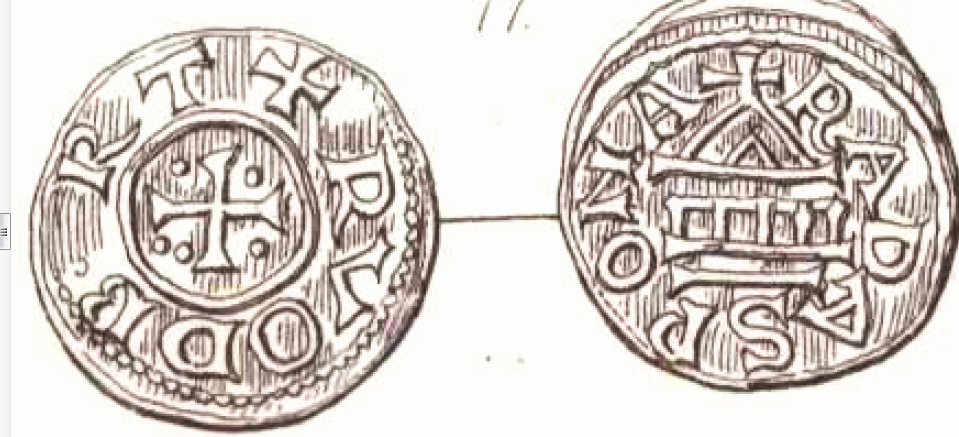
Münze des Rutprecht (Babone oder Münzmeister) nach Heinrich Philipp Cappe, 1850, Tafel 7, Bild 77

Als Burggrafen (Praefectus, präfectus urbis, burgi comes, Burggravius) hatten sie die gleichen richterlichen (Gerichtsbann), administrativen (Steuereinnahmen) und militärischen (Heerbann) Befugnisse wie die Gaugrafen, soweit sie nicht durch Privilegien des Bistums Regensburg oder der Klöster eingeschränkt waren. Das Burggrafenamt war ein Reichslehen. Gericht hielt der Burggraf in der Apsis der Ägidienkirche, unterstützt wurde er von einem gerichtlichen Unterbeamten, Schultheiß, tribunus oder centurio genannt. Mit der Stadtverteidigung hing auch das bis 1360 bestehende Recht zusammen, mit einem quer über den Sattel gelegten Speer die Straßen der Stadt zu durchreiten; alles, was dem Speer Widerstand bot, musste beseitigt werden (dies diente der Sicherung der Freiheit der Wege um alle Befestigungsanlagen). Umstritten ist ein Münzregal der Burggrafen. Zumindest eine Münze wird dem Burggrafen Rutprecht (Rupert) zugerechnet. Auf der Vorderseite dieser Münze befindet sich ein Kreuz und in den drei Winkeln eine Kugel, in dem vierten Winkel sind zwei Kugeln (diese Gestaltung ist mit Variationen typisch für die Herzöge von Bayern); die Umschrift lautet † RVODB.RT. Auf der Rückseite ist ein fünfsäuliges Kirchengebäude zu sehen mit der Umschrift RADASPONA. Der Obolus wiegt 0,75 g. Die zumeist zu findende Interpretation ist aber, dass sich der Name auf einen Münzmeister namens Routpert von Herzog Heinrich IV. bezieht, der in Regensburg nachgewiesen ist, und eben nicht auf den gleichnamigen Burggrafen. Bisweilen wird aber behauptet, dass dies ungewöhnlich sei, denn üblicherweise steht auf der einen Seite der Münze der Name des Münzherrn und auf der anderen die Münzstätte. Ein Münzregal ist allerdings für die Babonen nicht nachgewiesen.

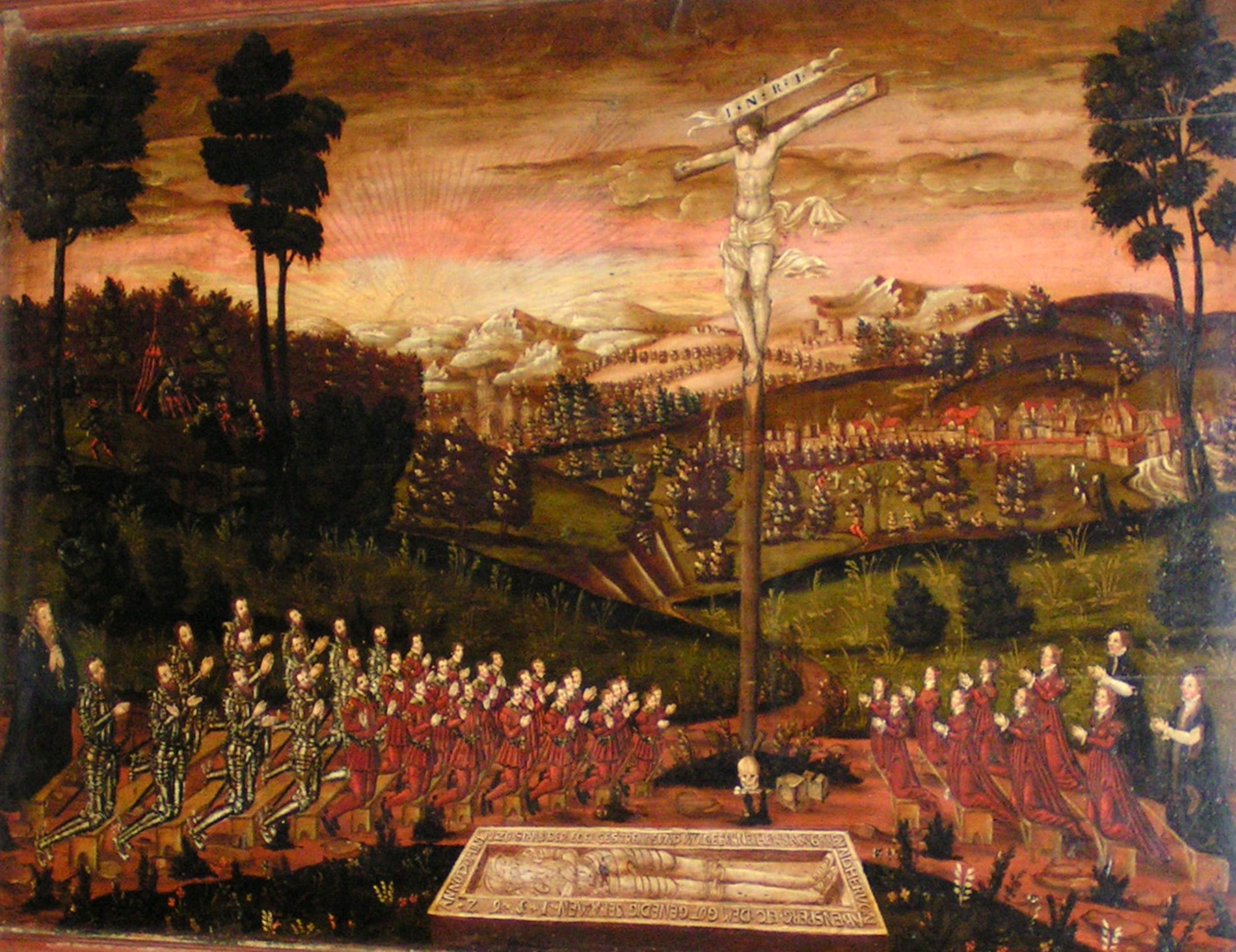
Graf Babo mit seinen 32 Söhnen und 8 Töchtern (Babotriptychon Stadtmuseum Abensberg; Ausschnitt)

Als Stammvater der Babonen gilt in der bayerischen Landesforschung Babo I. (Pabo I.), als Verwandter der Babenberger Graf im westlichen Donaugau. Er erhielt von Kaiser Otto II. um 976 das Amt des Burggrafen von Regensburg. Er starb 1001 oder 1002. In der älteren Literatur wird er immer wieder vermengt mit einem Babo II. desselben Geschlechts, der im 11. Jahrhundert lebte. Laut der Vita des Salzburger Erzbischofs Konrad hatte letzterer einen erstaunlichen Kinderreichtum; insgesamt sollen ihm 32 Söhne und acht Töchter geboren worden sein. Zu den zwei Müttern der Kinder ist nichts Näheres bekannt.
Unter den Söhnen von Otto I. erfolgte eine Teilung der Güter in zwei Linien: Heinrich III. und seine Nachfolger gelten von nun an als die Burggrafen von Regensburg, Otto II. und seine Söhne als die Landgrafen von Stefling. Unter Heinrich III. wurden die Besitzungen der Familie beträchtlich erweitert, denn über seine Frau Bertha erhielt er Güter, die sich vom Mühlviertel bis nach Niederösterreich erstreckten. Einen Teil des Beinwaldes verkaufte Heinrich an Otto von Marchland, dieser übergab diesen Besitz an das Kloster Waldhausen.
Nach dem Erlöschen der Burggrafenlinie der Babonen im Mannesstamm mit Heinrich IV. um 1185 und der Linie der Landgrafen von Stefling mit Otto VI. im Jahr 1196 setzten die Grafen von Wittelsbach und insbesondere Herzog Ludwig der Kelheimer nach zum Teil kriegerischen Auseinandersetzungen (1203/1204) mit dem Bistum Regensburg Erbansprüche an dem allodalen Grundbesitz der Babonen durch, die sich auf die Heirat der Adelheid von Wittelsbach mit dem Babonen Otto II. gründeten. Aus diesem Erbe wurden in der Folge die Ämter Haidau, Riedenburg, Nittenau und Regenstauf gebildet. Die Landgrafschaft von Stefling wurde zuerst von Kaiser Heinrich VI. an den Herzog Ludwig übergeben, von ihm ist diese dann an die Landgrafen von Leuchtenberg gegangen.

## Berühmte Familienmitglieder

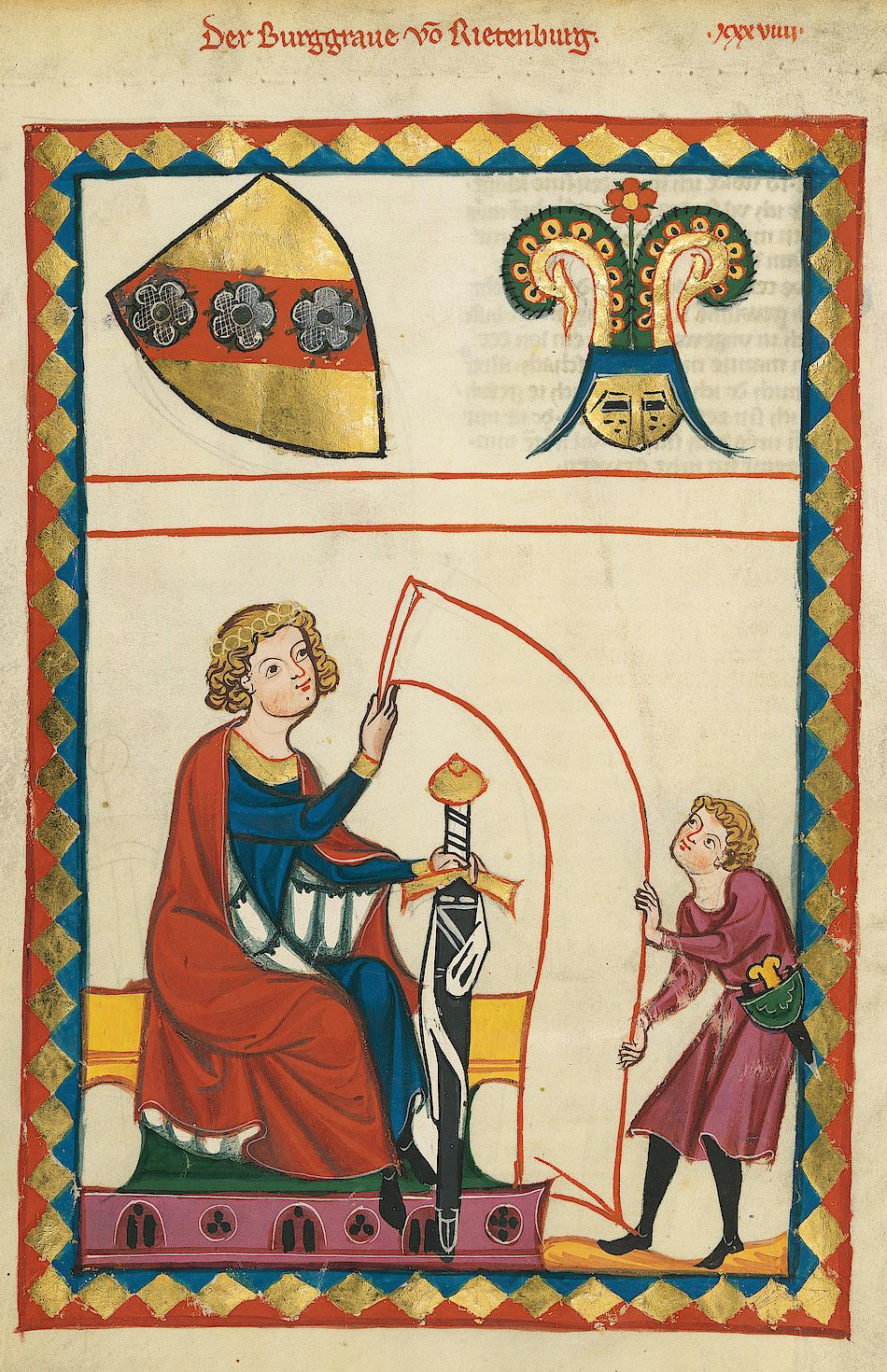
Burggraf von Riedenburg im Codex Manesse
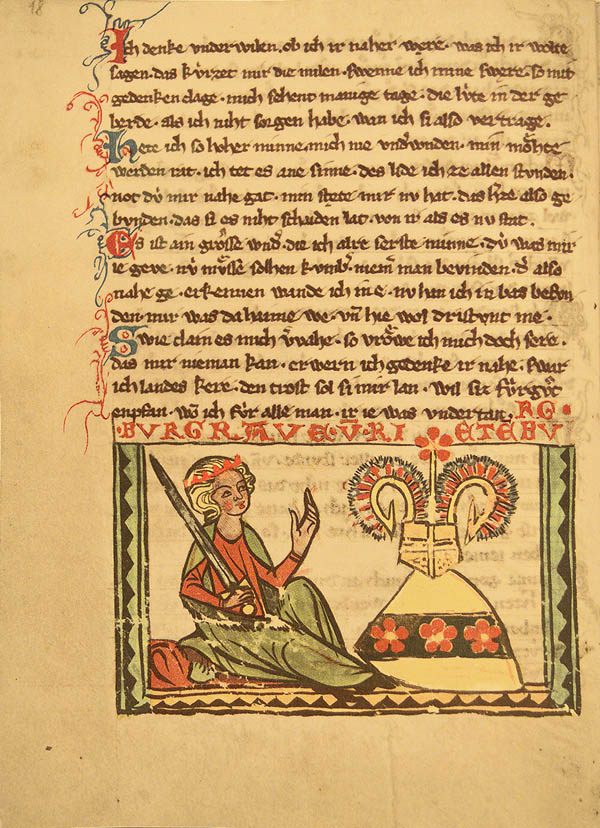
Burggraf von Riedenburg in der Weingartner Liederhandschrift
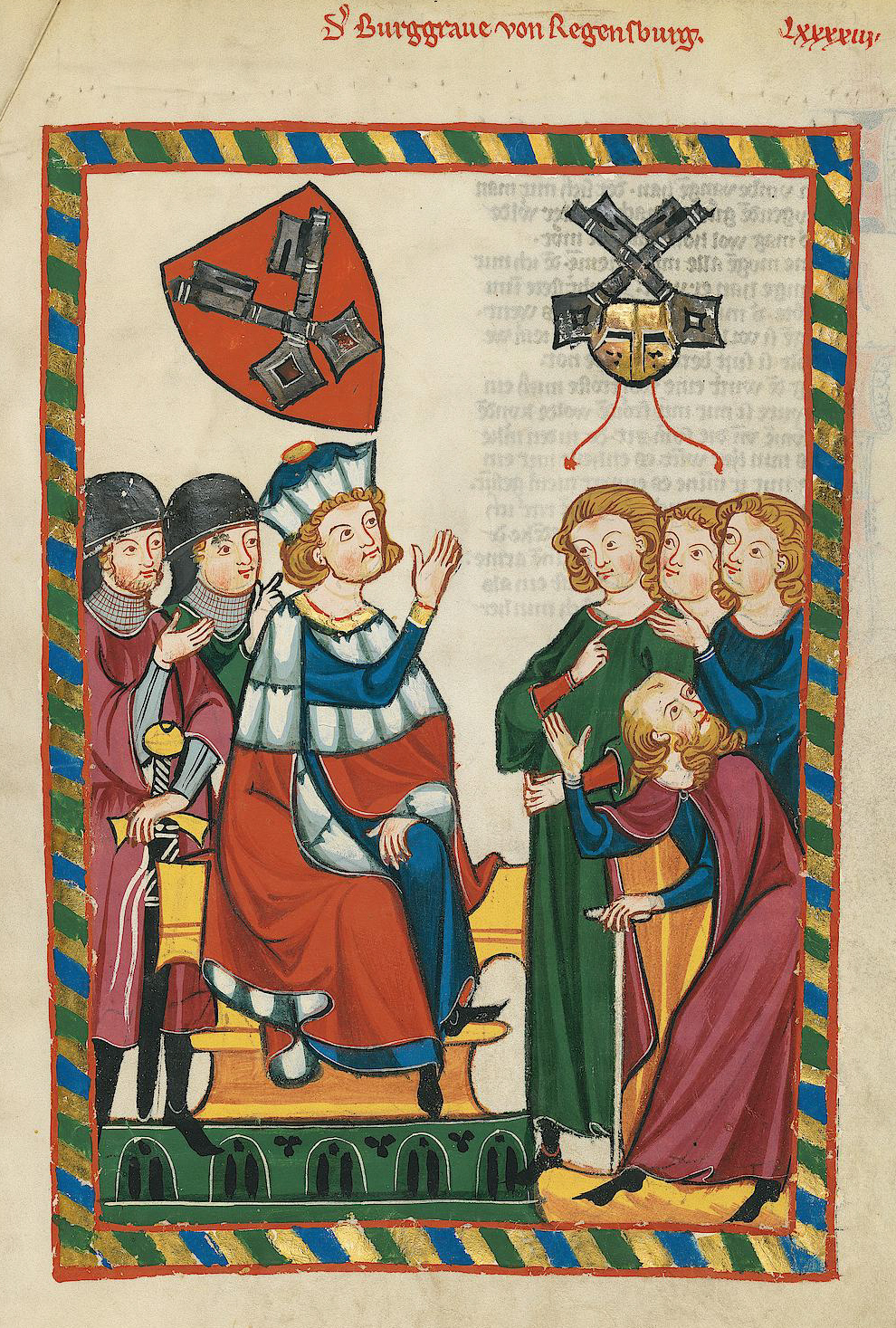
Burggraf von Regensburg im Codex Manesse

Aus der Familie sind zwei Minnesänger und ein Bischof von Regensburg hervorgegangen:
- Burggraf von Regensburg, vermutlich  Heinrich III. oder sein ältester Sohn Friedrich II.
- Burggraf von Riedenburg, eventuell war dies Heinrich IV. oder sein Bruder Otto IV.
- Otto von Riedenburg († 6. Juli 1089) war der 17. Bischof des Bistums Regensburg.[14]

## Wappen
Ein Wappen der Babonen fehlt in den üblichen Wappenbüchern, da Wappen erst Ende des 12. Jahrhunderts entstanden sind. Ein Wappen befindet sich in der Weingartner Liederhandschrift sowie im Codex Manesse oberhalb der beiden Minnesänger, die als Mitglieder der Babonenfamilie bekannt sind.
Das Wappen des Burggrafen von Riet(d)enburg wird im Codex Manesse mit einem dreieckigen, goldenen Heroldsschild und einem schräggestellten Balken dargestellt, in dem sich drei silberne Rosen auf rotem Grund befinden. Zudem ist rechts davon ein hochmittelalterlicher goldener Kübelhelm zu sehen; das Helmkleinod wird von einem ornamentalen Federköcher gebildet, aus dessen Mitte eine Rose erwächst. In der Weingartner Liederhandschrift wird er sitzend mit einem Schwert in der Rechten und erhobener linker Hand gezeigt; auf dem Haupt trägt er eine Grafenkrone. Neben ihm befindet sich das Wappen der Babonen mit den typischen drei Rosen.
Der Burggraf von Regensburg wird im Codex Manesse ebenfalls mit einem dreieckigen Schild, in dem sich aber die beiden gekreuzten Schlüssel aus dem Wappen von Regensburg auf rotem Grund befinden, dargestellt. Auch auf dem goldenen Helm sind als Helmzier diese Schlüssel angebracht. Er trägt einen Fürstenhut.

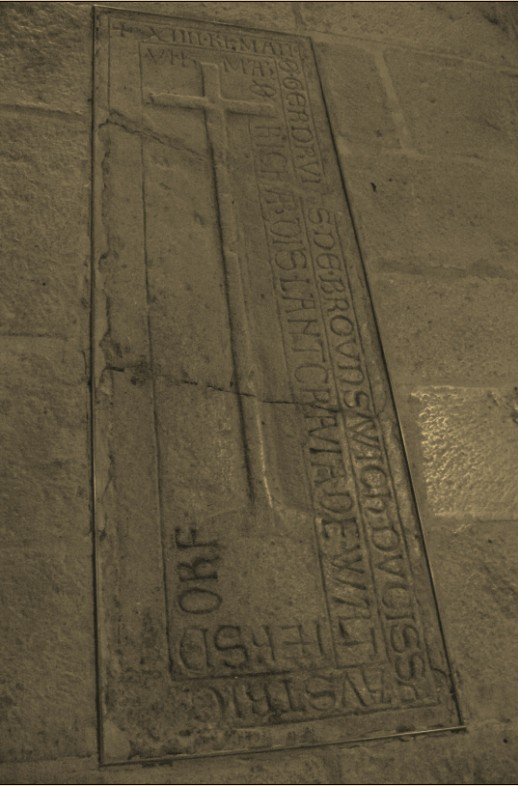
Grabstein von Richardis im Kloster Heiligenkreuz

## Stammliste der Babonen, der Burggrafen von Regensburg, der Landgrafen von Stefling, der Grafen von Sinzing, von Regenstauf und Riedenburg
NN
1. Babo I., 975 – 980 Graf im westlichen Donaugau, 983 Burggraf von Regensburg, 1001 – 1002, 
⚭ 1. Ehe N.N., 
⚭ 2. Ehe N.N., 
⚭ 3. Ehe Mathilde (um 1000), Tochter von Ulrich Graf von Schweningen ⚭ Kunigunde

  1. Bertold I. von Prunn
  2. Liudolf, 996, Mönch im Kloster St. Emmeram
  3. Ru(t)precht, 990 Graf, Burggraf von Regensburg († 1035)
    1. Babo II. von Abensberg, 1028 († 1080)
⚭ N.N., 
⚭ N.N.
    2. N.N. Tochter ⚭ Wolfram I., Graf im Dungau (Abensberg), 1040, 1059
    3. Otto, Domherr zu Bamberg, 1061 – 1089 Bischof von Regensburg († 6. Juni 1089)
    4. Heinrich I., 1048, Burggraf von Regensburg, 1053 Graf an der unteren Altmühl, Graf im westlichen Donaugau, 1080 Graf von Sinzing († 30. September um 1083)
      1. Heinrich II., 1089 Burggraf von Regensburg, 1091 Graf an der unteren Altmühl, 1100 Kreuzzug nach Jerusalem (†)
        1. Konrad I. 1089–1129, von Roning ⚭ Mathilde von Ratzenhofen
          1. Gerold, 1129–1138, von Roning, von Paring
          2. Heinrich, 1143/46, 1. Graf von Roning
          3. Gebhard, 1143–1156, Kanoniker in Regensburg
          4. Konrad II., 1143–1171, Graf von Roning
            1. Konrad III., 1159 (erloschen)
            2. Benedikta 
⚭ 1. Ehe Burghart von Moosburg, 
⚭ 2. Ehe Ulrich von Stein
            3. Bertha ⚭ Wernhart von Haarbach
            4. Richinza ⚭ Altmann I. von Abensberg

      2. Adelheid ⚭ Graf Otto II. von Ambras
      3. Otto I., 1108 Graf, 1112 Burggraf von Regensburg, um 1125 Graf von Regenstauf, 1140 Vogt von Kloster Prüfening, 1142 Vogt von Kloster St. Emmeram, Gründer von Kloster Walderbach 
⚭ Adelheid von Plötzkau, Tochter des Grafen Dietrich von Plötzkau
        1. Heinrich III., um 1135 Graf, 1142 Burggraf von Regensburg und Graf an der unteren Altmühl, 1144 Graf im westlichen Donaugau, 1147 Graf von Regenstauf, um 1150 Graf von Riedenburg, Vogt von Kloster Prüfening, 1156 Vogt von Kloster St. Emmeram,
⚭ Berta von Österreich (* ca. 1124, † 19. April 1150, begraben im Schottenkloster zu Regensburg), Tochter des Babenbergers Leopold III. ⚭ N.N. von Oettingen
          1. Friedrich I., 1154 Burggraf von Regensburg, 1171 Graf von Riedenburg († 17. Juli 1181)
          2. Heinrich IV., 1174 Burggraf von Regensburg, 1179 Graf von Riedenburg, († 4. Januar 1185)
          3. Adelheid, um 1190, Nonne, dann Äbtissin von Kloster Obermünster
          4. Otto IV., 1179 Graf von Riedenburg, 1183 Burggraf von Rohrbach, 1173/83
          5. N.N. Tochter ⚭ Friedrich I., Graf von Hohenburg († 26. Januar 1178)
          6. N.N. Tochter ⚭ Boppo I., Graf von Wertheim, 1157/1201

        2. Otto II., 1143, Landgraf, 1152 Burggraf von Regensburg, 1156 Landgraf von Stefling, um 1160 Graf von Regenstauf († 16. August 1175), 
⚭ Adelheid († 9. Februar …), Tochter von dem Wittelsbacher Otto V. von Scheyern ⚭ Heilika von Lengenfeld
          1. Otto III., 1179 Landgraf von Stefling, 1167, 1190
          2. Friedrich II., um 1189.1181, Landgraf von Stefling, 1177–1178/1190 († 10. Juni …)
          3. Otto von Stefling, 1179 Domherr zu Bamberg
          4. Heinrich V., um 1190 Landgraf von Riedenburg, 1173 († 1. Mai 1190), ⚭ Richardin (Richenza) von Österreich (Babenbergerin) um 1185/1196 († 24. Februar …, begraben im Kloster Heiligenkreuz), Tochter von Herzog Heinrich II. Jasomirgott ⚭ Gertrud von Sachsen, Tochter von Kaiser Lothar III.
            1. Otto VI., Landgraf von Stefling 1192, († 31. Oktober 1196 in Ungarn)
            2. Heinrich VI, († 1218), Domherr zu Bamberg

## Grundherrschaftsgebiete in ihrem Besitz
- Grafschaft im westlichen Donaugau (bis 1196)
- Regensburg (von 985 bis 1196)
- Sinzing
- Landgrafschaft Stefling am Regen
- Regenstauf
- Riedenburg